# Sportverein Babelsberg 1903 1998-1999
Questa voce raccoglie le informazioni riguardanti il Sportverein Babelsberg 1903 nelle competizioni ufficiali della stagione 1998-1999.

## Stagione
Nella stagione 1998-1999 il Babelsberg, allenato da Karsten Heine, concluse il campionato di Regionalliga nordest al 15º posto.

## Rosa
| N. |                     | Ruolo | Calciatore        |
| -- | ------------------- | ----- | ----------------- |
| 3  | Germania (bandiera) | D     | Heiko März        |
| 4  | Germania (bandiera) | D     | Marcus Petsch     |
| 28 | Germania (bandiera) | P     | Dirk Heinrichs    |
| 30 | Germania (bandiera) | A     | Marco Küntzel     |
|    | Germania (bandiera) | P     | Karsten Galkowski |
|    | Germania (bandiera) | P     | Mathias Hanauer   |
|    | Germania (bandiera) | P     | Roman Pletz       |
|    | Germania (bandiera) | D     | Heiko Bengs       |
|    | Germania (bandiera) | D     | Jörg Buder        |
|    | Germania (bandiera) | D     | Pit Grundmann     |
|    | Germania (bandiera) | D     | Gerald Klews      |
|    | Germania (bandiera) | D     | Waldemar Ksienzyk |
|    | Germania (bandiera) | D     | Sven Meyer        |
|    | Germania (bandiera) | C     | Guido Block       |

| N. |                           | Ruolo | Calciatore         |
| -- | ------------------------- | ----- | ------------------ |
|    | Germania (bandiera)       | C     | Torsten Ebersbach  |
|    | Polonia (bandiera)        | C     | Robert Kildanowicz |
|    | Germania (bandiera)       | C     | Daniel Knuth       |
|    | Tunisia (bandiera)        | C     | Kais Manai         |
|    | Germania (bandiera)       | C     | Michael Neubert    |
|    | Germania (bandiera)       | C     | Stefan Oesker      |
|    | Germania (bandiera)       | C     | Stephan Schmidt    |
|    | Germania (bandiera)       | C     | Michael Steiner    |
|    | Germania (bandiera)       | C     | Timo Szumnarski    |
|    | Germania (bandiera)       | C     | Roland Wendt       |
|    | Germania (bandiera)       | A     | Andreas Fricke     |
|    | Costa d'Avorio (bandiera) | A     | Noel Kipre         |
|    | Germania (bandiera)       | A     | Hendryk Lau        |
|    | Germania (bandiera)       | A     | Sebastian Müller   |

## Organigramma societario
Area tecnica
- Allenatore: Karsten Heine
- Allenatore in seconda:
- Preparatore dei portieri:
- Preparatori atletici:
- Analisi video:

## Calciomercato

### Sessione estiva
| Acquisti | Acquisti           | Acquisti               | Acquisti |
| R.       | Nome               | da                     | Modalità |
| -------- | ------------------ | ---------------------- | -------- |
| C        | Roland Wendt       | Union Berlino          |          |
| A        | Marco Küntzel      | Union Berlino          |          |
| C        | Guido Block        | TeBe Berlino           |          |
| C        | Robert Kildanowicz | Pogoń Stettino         |          |
| C        | Kais Manai         | Reinickendorfer Füchse |          |
| C        | Daniel Petrowsky   | Union Berlino          |          |
| C        | Stephan Schmidt    | Reinickendorfer Füchse |          |
| C        | Timo Szumnarski    | Reinickendorfer Füchse |          |

| Cessioni | Cessioni         | Cessioni            | Cessioni |
| R.       | Nome             | a                   | Modalità |
| -------- | ---------------- | ------------------- | -------- |
| C        | Daniel Petrowsky | Union Berlino       |          |
| D        | Tom Persich      | Union Berlino       |          |
| C        | Jörg Schwanke    | Union Berlino       |          |
| A        | Nico Patschinski | Dinamo Dresda       |          |
| D        | Sven Christians  | Germania Schöneiche |          |
| C        | Dietmar Drabow   | Neuruppin           |          |
| C        | Jens Henschel    | Neuruppin           |          |
| C        | Mark Jonekeit    | VfL Halle 1896      |          |
| C        | Robert Kovačić   | Union Berlino       |          |

### Sessione invernale
| Acquisti | Acquisti         | Acquisti        | Acquisti |
| R.       | Nome             | da              | Modalità |
| -------- | ---------------- | --------------- | -------- |
| A        | Sebastian Müller | BFC Dynamo      |          |
| P        | Dirk Heinrichs   | Rot-Weiß Erfurt |          |
| A        | Noel Kipre       | Energie Cottbus |          |
| D        | Gerald Klews     | Energie Cottbus |          |
| D        | Heiko März       | Hansa Rostock   |          |

| Cessioni | Cessioni        | Cessioni  | Cessioni |
| R.       | Nome            | a         | Modalità |
| -------- | --------------- | --------- | -------- |
| C        | Marcus Meinecke | Spandauer |          |

## Risultati

### Regionalliga nordest

#### Girone di andata
| Arbitro: | Melms |

|  |           |                       |
|  | Marcatori | 59’ Schmidt 82’ Kunze |

| Arbitro: | Schößling |

|              |           |  |
| Maltritz 49’ | Marcatori |  |

| Arbitro: | Scheibel |

|  |           |                                                     |
|  | Marcatori | 23’ Közle 52’ (aut.) Kildanowicz 55’ Marić 69’ Boer |

| Arbitro: | Binkowski |

|             |           |             |
| Azevedo 61’ | Marcatori | 90’ Steiner |

| Potsdam 22 agosto 1998, ore 14:00 CEST 5ª giornata | Babelsberg | 0 – 0 referto | Zwickau | Stadio Karl Liebknecht (1 449 spett.)\| Arbitro: \| Dittrich \| |
| Arbitro:                                           | Dittrich   |               |         |                                                                 |

| Arbitro: | Cyrklaff |

|  |           |               |
|  | Marcatori | 75’ Petrowsky |

| Arbitro: | Kokel |

|                                     |           |               |
| Aberkane 35’ Gezen 60’ Krznaric 87’ | Marcatori | 81’ Petrowsky |

| Arbitro: | Reck |

|                                   |           |                            |
| Schmidt 27’ Bengs 40’ Steiner 42’ | Marcatori | 15’, 68’ Lazic 82’ Dehoust |

| Arbitro: | Seeger |

|                          |           |  |
| Schmidt 11’ Krasselt 50’ | Marcatori |  |

| Arbitro: | Sax |

|                                     |           |  |
| Steiner 43’ Kildanowicz 64’ Lau 70’ | Marcatori |  |

| Arbitro: | Sather |

|            |           |  |
| Lässig 89’ | Marcatori |  |

| Arbitro: | Richter |

|            |           |                                          |
| Oesker 88’ | Marcatori | 44’ Walther 56’, 77’ Alilovic 84’ Helbig |

| Arbitro: | Sturm |

|              |           |  |
| Zweigler 63’ | Marcatori |  |

| Arbitro: | Kruse |

|           |           |           |
| Wendt 52’ | Marcatori | 25’ Prill |

| Arbitro: | Spickenagel |

|                       |           |                                  |
| Klenge 32’ Schade 50’ | Marcatori | 9’, 44’ Küntzel 23’ (aut.) Bartz |

| Arbitro: | Köpp |

|         |           |                                     |
| Lau 24’ | Marcatori | 81’ Aerdken 89’ (rig.) Hammermüller |

| Arbitro: | Weise |

|               |           |                   |
| Schönfeld 73’ | Marcatori | 70’ Block 80’ Lau |

#### Girone di ritorno
| Arbitro: | Scheibel |

|                                       |           |  |
| Mehlhorn 49’, 61’ König 74’ Kujat 85’ | Marcatori |  |

| Arbitro: | Koop |

|         |           |             |
| Lau 22’ | Marcatori | 82’ Scholze |

| Arbitro: | Reck |

|                                 |           |  |
| Härtel 23’ Oelkuch 81’ Boer 86’ | Marcatori |  |

| Arbitro: | Sturm |

|  |           |             |
|  | Marcatori | 33’ Rusayev |

| Arbitro: | Seeger |

|           |           |            |
| Milde 56’ | Marcatori | 50’ Müller |

| Arbitro: | Sather |

|  |           |           |
|  | Marcatori | 57’ Vrcic |

| Potsdam 6 marzo 1999, ore 14:00 CET 24ª giornata | Babelsberg | 0 – 0 referto | FC Berlino | Stadio Karl Liebknecht (1 500 spett.)\| Arbitro: \| Zschoke \| |
| Arbitro:                                         | Zschoke    |               |            |                                                                |

| Arbitro: | Richter |

|            |           |             |
| Edmond 66’ | Marcatori | 37’ Steiner |

| Arbitro: | Reck |

|                                   |           |            |
| Block 1’, 12’ Lau 43’ Küntzel 73’ | Marcatori | 8’ Walther |

| Arbitro: | Kiefer |

|               |           |           |
| Bulatovic 36’ | Marcatori | 86’ Kipre |

| Arbitro: | Pleßke |

|         |           |               |
| Lau 90’ | Marcatori | 58’ Wiedemann |

| Arbitro: | Schößling |

|             |           |                                      |
| Schmidt 69’ | Marcatori | 29’ Bengs 43’ Lau 57’ März 84’ Kipre |

| Arbitro: | Dittrich |

|                   |           |             |
| Lau 40’ Klews 67’ | Marcatori | 55’ Schmidt |

| Arbitro: | Zschoke |

|                       |           |              |
| Obidile 44’ Odini 54’ | Marcatori | 22’, 28’ Lau |

| Arbitro: | Häcker |

|         |           |               |
| Lau 84’ | Marcatori | 29’ Kietzmann |

| Arbitro: | Jauch |

|           |           |  |
| Lucic 55’ | Marcatori |  |

| Arbitro: | Kiefer |

|           |           |                 |
| Bengs 65’ | Marcatori | 88’ Patschinski |

## Statistiche

### Statistiche di squadra
| Competizione         | Punti | In casa | In casa | In casa | In casa | In casa | In casa | In trasferta | In trasferta | In trasferta | In trasferta | In trasferta | In trasferta | Totale | Totale | Totale | Totale | Totale | Totale | DR  |
| Competizione         | Punti | G       | V       | N       | P       | Gf      | Gs      | G            | V            | N            | P            | Gf           | Gs           | G      | V      | N      | P      | Gf     | Gs     | DR  |
| -------------------- | ----- | ------- | ------- | ------- | ------- | ------- | ------- | ------------ | ------------ | ------------ | ------------ | ------------ | ------------ | ------ | ------ | ------ | ------ | ------ | ------ | --- |
| Regionalliga nordest | 34    | 17      | 3       | 8       | 6       | 19      | 24      | 17           | 4            | 5            | 8            | 17           | 26           | 34     | 7      | 13     | 14     | 36     | 50     | -14 |
| Totale               | 34    | 17      | 3       | 8       | 6       | 19      | 24      | 17           | 4            | 5            | 8            | 17           | 26           | 34     | 7      | 13     | 14     | 36     | 50     | -14 |

### Andamento in campionato
| Giornata  | 1  | 2  | 3  | 4  | 5  | 6  | 7  | 8  | 9  | 10 | 11 | 12 | 13 | 14 | 15 | 16 | 17 | 18 | 19 | 20 | 21 | 22 | 23 | 24 | 25 | 26 | 27 | 28 | 29 | 30 | 31 | 32 | 33 | 34 |
| --------- | -- | -- | -- | -- | -- | -- | -- | -- | -- | -- | -- | -- | -- | -- | -- | -- | -- | -- | -- | -- | -- | -- | -- | -- | -- | -- | -- | -- | -- | -- | -- | -- | -- | -- |
| Luogo     | C  | T  | C  | T  | C  | T  | T  | C  | T  | C  | T  | C  | T  | C  | T  | C  | T  | T  | C  | T  | C  | T  | C  | C  | T  | C  | T  | C  | T  | C  | T  | C  | T  | C  |
| Risultato | P  | P  | P  | N  | N  | V  | P  | N  | P  | V  | P  | P  | P  | N  | V  | P  | V  | P  | N  | P  | P  | N  | P  | N  | N  | V  | N  | N  | V  | V  | N  | N  | P  | N  |
| Posizione | 16 | 17 | 18 | 17 | 17 | 15 | 16 | 15 | 17 | 15 | 16 | 16 | 16 | 18 | 16 | 16 | 14 | 16 | 16 | 16 | 16 | 15 | 16 | 15 | 15 | 15 | 15 | 15 | 13 | 12 | 12 | 13 | 14 | 15 |

Legenda:

Luogo: C = Casa; T = Trasferta. Risultato: V = Vittoria; N = Pareggio; P = Sconfitta.

### Statistiche dei giocatori
| H. Bengs       | 30 | 3  | 11 | 0 |
| G. Block       | 28 | 3  | 8  | 1 |
| J. Buder       | 22 | 0  | 5  | 1 |
| T. Ebersbach   | 9  | 0  | 1  | 1 |
| A. Fricke      | 3  | 0  | 1  | 0 |
| K. Galkowski   | 2  | 0  | 0  | 0 |
| P. Grundmann   | 21 | 0  | 3  | 0 |
| M. Hanauer     | 1  | 0  | 0  | 0 |
| D. Heinrichs   | 16 | 0  | 0  | 0 |
| R. Kildanowicz | 12 | 1  | 2  | 1 |
| N. Kipre       | 13 | 2  | 1  | 0 |
| G. Klews       | 10 | 1  | 1  | 0 |
| D. Knuth       | 2  | 0  | 0  | 0 |
| W. Ksienzyk    | 0  | 0  | 0  | 0 |
| M. Küntzel     | 15 | 3  | 3  | 0 |
| H. Lau         | 34 | 11 | 8  | 0 |
| K. Manai       | 18 | 0  | 3  | 0 |
| M. Meinecke    | 10 | 0  | 5  | 0 |
| S. Meyer       | 19 | 0  | 5  | 0 |
| H. März        | 13 | 1  | 5  | 0 |
| S. Müller      | 9  | 1  | 0  | 0 |
| M. Neubert     | 1  | 0  | 0  | 0 |
| S. Oesker      | 20 | 1  | 3  | 0 |
| N. Patschinski | 1  | 0  | 1  | 0 |
| T. Persich     | 2  | 0  | 0  | 0 |
| D. Petrowsky   | 12 | 2  | 3  | 0 |
| M. Petsch      | 19 | 0  | 4  | 0 |
| R. Pletz       | 16 | 0  | 2  | 1 |
| S. Schmidt     | 29 | 1  | 6  | 2 |
| J. Schwanke    | 2  | 0  | 0  | 0 |
| M. Steiner     | 29 | 4  | 2  | 0 |
| T. Szumnarski  | 15 | 0  | 0  | 0 |
| R. Wendt       | 19 | 1  | 7  | 0 |